# Ana Tijoux
Ana Tijoux o Anita Tijoux, pseudonimo di Anamaría Tijoux Merino (Lilla, 12 giugno 1977), è una cantante e rapper francese con cittadinanza cilena.

## Biografia
Anamaría Tijoux Merino è nata da due esuli cileni fuggiti in Francia dopo il colpo di Stato cileno nel 1973.
Nel 1977, la sua famiglia si trasferì a Parigi, Francia. È stato solo nel 1983 che Anamaría è potuta andare per la prima volta in Cile dove ha incontrato i suoi nonni e il resto della famiglia rimasta nel paese nonostante il colpo di stato di Pinochet. Nel 1988, Tijoux ha incontrato Consuelo Vergara, che le ha insegnato il rap e ha suscitato in lei l'interesse nell'hip-hop e nella danza. Tijoux è tornata in Cile dopo il ritorno del potere civile nel 1993. Nel 1995, influenzata dal gruppo rap locale Makul a Santiago del Cile, Tijoux formò insieme a Zaturno, un altro artista rap, il gruppo "Los Gemelos". Nel 1997, Tijoux è diventata molto popolare per la sua partecipazione nel gruppo Los Tetas e il loro primo album in versione studio. Lei e Zatourno hanno collaborato con Seo2, Cenzi, e DJ Squat per formare il gruppo Makiza.

### I Makiza
Nel 1997, il gruppo Makiza ha pubblicato il primo cd, Vida Salvaje, con grande successo, anche se era una produzione indipendente.
Nel 1999, hanno pubblicato Aerolineas Makiza, una produzione Sony Music Entertainment.
Questo album ha messo Makiza al top del mercato hip-hop latino-americana.
Nel 2000, i Makiza hanno inciso la canzone popolare "tontos Somos, non Pesados" di Los Tres. Alla fine dello stesso anno, i Makiza si sono separati per il desiderio dei suoi membri di lavorare su progetti personali prima del loro tour attraverso i paesi limitrofi.
Nel 2001, Tijoux collaborato con una band popolare, Barrio Santo, sul tema "La Persecución" e "La bienvenida". Tornò in Francia poco dopo, fino al 2004, e registrato il suo primo brano da solista, "Santiago Penando Estas" per l'album tributo a Violeta Parra intitolato "Después Vivir ONU Siglo", che era molto popolare sia in Cile e Francia.
Nel 2003, Tijoux ritornò in Cile e ha lavorato su progetti musicali con Aluzinati , un cileno funk band. Ha anche registrato "Lo Que Tu Me Das" con la cantante messicana Julieta Venegas per la colonna sonora del film " Subterra ", ed è apparso come un artista presenti in messicano gruppo hip-hop di controllo Machete s 'ultimo album " Uno, dos: Bandera " .
Nel 2004, i Makiza sono tornati insieme e hanno annunciato un tour per promuovere la riedizione di Vida Salvaje, che è stato rimasterizzato e in formato CD. Il gruppo ha pubblicato il suo terzo album nel 2005, "Casino Royale", sotto l'etichetta indipendente Record Bizarre. Durante questo periodo, Tijoux anche espresso "Nea" della serie animata " Pulentos ".
Nel 2006, il gruppo si sciolse definitivamente a causa di differenze nelle vedute circa la produzione e la direzione musicale.

### Carriera solista

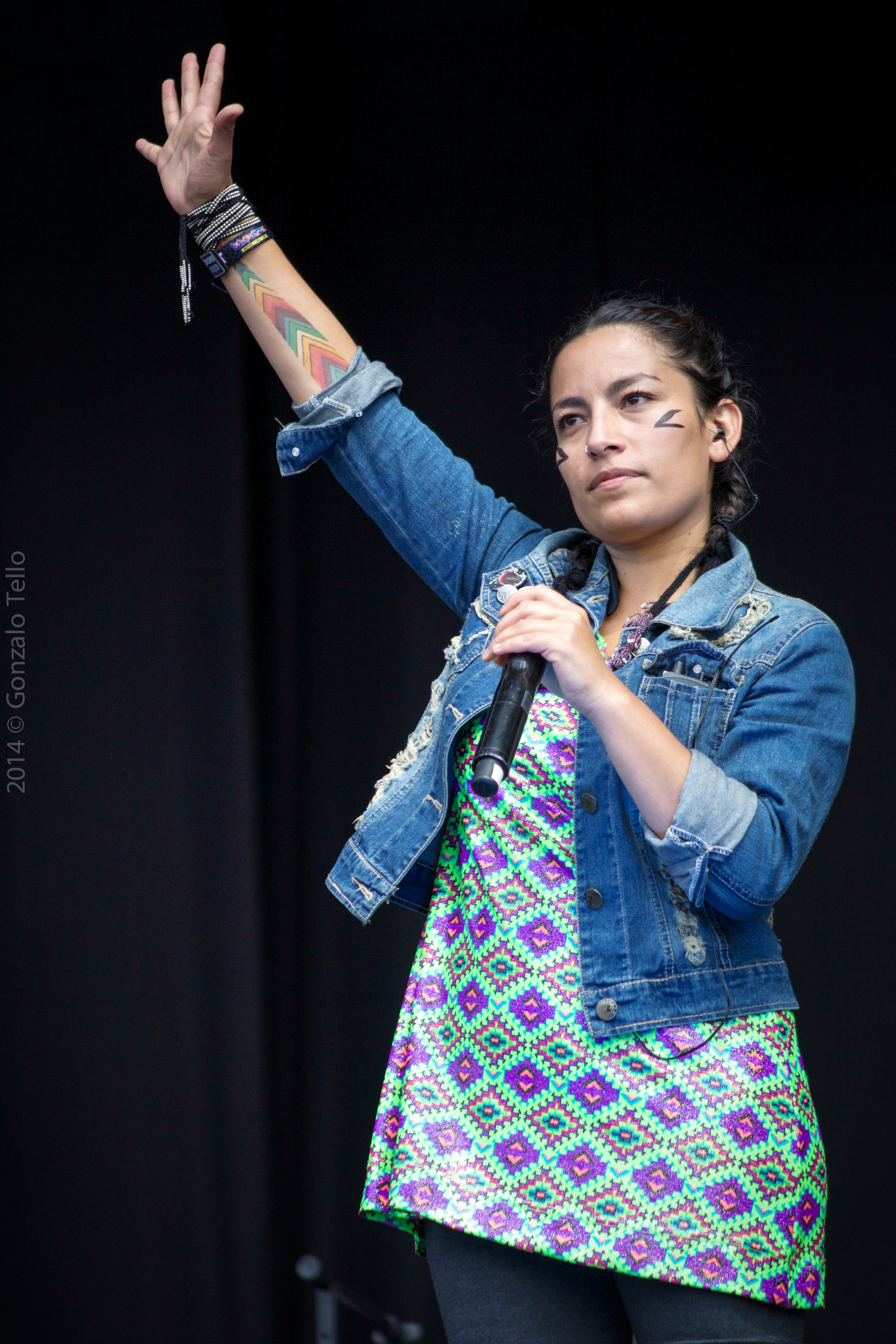
Ana Tijoux al Lollapalooza Chile 2014

Nel novembre 2006, Tijoux pubblica il suo primo singolo Ya no fue e debutta come artista solista. A causa di problemi con la sua casa discografica, il suo primo album La Oreja non è mai stato pubblicato. Nel gennaio 2007, Tijoux collaborato di nuovo con Julieta Venegas sulla sua canzone Eres para mi dal suo album Limon y sal. I due artisti raggiunto un grande successo in America Latina.
Nel settembre 2007, Tijoux pubblica il suo primo album solista sotto l'etichetta indipendente Oveja Negra, fondato dal Sociedad Chilena del Derecho . L'album è intitolato "Kaos", e il suo primo singolo," Despabilate ", è ben accolto dal pubblico cileno e nominato al Latino MTV Video Music Awards nelle categorie Best New Artist e Best Urban Artist. È stata anche nominata per la canzone dell'anno con Julieta Venegas per Eres para mi. Il 29 giugno 2009 Tijoux si esibisce al festival di musica messicana Vive Latino e poi continua il tour in tutto il Messico.
Nell'ottobre 2009, Tijoux pubblica il suo secondo album da solista, 1977, che prende il titolo dall'anno della sua nascita. L'album fu un ritorno alle sue radici rap, omaggio alla "età d'oro di hip-hop". L'album è in gran parte autobiografico, esplorando temi della sua vita che comprendono la morte di un caro amico, sperimentando le crisi creative, amicizie, e la sfortuna, tra gli altri. L'album ha segnato un allontanamento significativo dalla musica pop e dalle collaborazioni che Tijoux aveva fatto con altri artisti. Lei canta sia in spagnolo e francese come MC crudo e diretto, apparendo più matura. L'album è stato prodotto da Hordatoj, FOEX e Tee di teh etichetta Potoco sale da ballo con Habitacion del Panico. L'album e il singolo 1977 erano risultati immediati nei circoli rap sotterranei del Cile. Il record è stato tra i primi 10 nel 2009 per il blog WorldHipHopMarket.com ed è stato raccolto dagli Stati Uniti sulla base dell'etichetta latina Alternative Nacional Records , che ha pubblicato in aprile 2010. Nel marzo 2010, Tijoux è stato invitata ad esibirsi al South by Southwest (SXSW) Music Festival di Austin, Texas. Ha appena iniziato il suo primo, e di successo, tour in Nord America. Il 24 maggio 2010 Thom Yorke, cantante dei Radiohead, consigliò ai suoi ascoltatori di ascoltare 1977, inserendola in un suo personale elenco di band e canzoni preferite. La lista inoltre ha caratterizzato artisti popolari come The John Coltrane Quartet Riproduce e Björk. Yorke ha introdotto la canzone come una delle sue preferite dell'estate. Nel 2011, la canzone è stata usata sul videogioco EA Sports FIFA 11 e nel quarto episodio della quinta stagione della serie Breaking Bad. Nel settembre 2012, Tijoux è stato descritto in una campagna chiamata "30 Songs / 30 Days" per sostenere Metà del Cielo: Turning Oppressione in opportunità per le donne in tutto il mondo, un progetto multimediale multipiattaforma ispirato da Nicholas Kristof e il libro di Sheryl WuDunn. Questo mese era anche messo da MTV Iggy al 1º posto della classifica "Best New Female Emcees Dominare Mics Everywhere".
L'album "La Bala" (uscito nel 2011), ha ricevuto la nomination al Grammy Latino nella categoria "Música Urbana".
Il 14 gennaio 2014 il singolo 1977 viene nuovamente pubblicato, ottenendo un discreto successo in Italia.

## Discografia

### Album in studio
- 2007 - Kaos
- 2009 - 1977
- 2011 - La Bala
- 2014 - Vengo
- 2024 - Vida

### EP
- 2011 - Elefant Mixtape